# حمله اسرائیل به سوریه (۲۰۲۴–اکنون)
در ۸ دسامبر ۲۰۲۴، به‌دنبال سقوط دمشق و پس از آن سقوط رژیم اسد، واحدهای زرهی اسرائیل به سمت منطقه حائلِ نیروهای پاسدار صلح سازمان ملل متحد در بین سوریه و بلندی‌های جولان اشغالی پیشروی کردند و مناطق اطراف استان قنیطره را با آتش توپخانه هدف قرار دادند. این نخستین بار در ۵۰ سال گذشته بود که نیروهای اسرائیلی، پس از توافق آتش‌بس ۳۱ مه ۱۹۷۴ جنگ یوم کیپور، در این منطقه، مستقر شدند.
پس از سقوط دمشق، بنیامین نتانیاهو، نخست‌وزیر اسرائیل گفت از آنجایی که ارتش عربی سوریه مواضع خود را رها کرده است، پیمان مرزی سال ۱۹۷۴ با سوریه از بین رفته و برای جلوگیری از هرگونه تهدید احتمالی، به ارتش اسرائیل دستور داده تا زمانی که با دولت جدید سوریه به توافق برسند، به‌طور موقت کنترل خط مرزی بنفش را در دست بگیرد. ارتش اسرائیل در سال ۱۹۷۴ از این خط مرزی، خارج شده بود.
اهداف نظامی خاصی از سوی یسرائیل کاتس، وزیر دفاع اسرائیل، در ۹ دسامبر به نیروهای دفاعی اسرائیل داده شد که شامل تسلط کامل بر منطقه حائل و مواضع نزدیک، ایجاد یک منطقه امنیتی فراتر از منطقه حائل که عاری از تسلیحات سنگین و زیرساخت‌های تروریستی باشد و جلوگیری از مسیرهای قاچاق اسلحه ایران به لبنان از طریق سوریه می‌شود. اسرائیل همچنین با انجام بیش از ۵۰۰ حمله هوایی به سوریه، بیش از ۹۰ درصد از ادوات نظامی آن کشور از جمله سلاح‌های شیمیایی، جنگنده‌ها و هلیکوپترهای سوریه را به بهانهٔ «جلوگیری از دسترسی داعش به ادوات جنگی» نابود کرد. در فاز دوم حملات هوایی، نیروی دریایی سوریه توسط نیروی هوایی اسرائیل تماما نابود شد.

## رخدادها

### انفجار مهیب در طرطوس
سازمان لرزه‌نگاری اسرائیل زلزله‌ای به بزرگی ۳٫۱ ریشتر را ثبت کرد که کانون آن، حدود ۲۸ کیلومتر دورتر از سواحل شهر بانیاس در استان طرطوس قرار داشت. بر اساس گزارش دیده‌بان حقوق بشر سوریه، هواپیماهای جنگی اسرائیل چند پایگاه موشکی ضدهوایی، تأسیسات نظامی و همچنین انبار موشک در مناطق ساحلی در غرب سوریه از جمله طرطوس را هدف حملات خود قرار دادند. این مرکز که در لندن مستقر است، حملات شامگاه یکشنبه اسرائیل را «شدیدترین حملات از سال ۲۰۱۲ تاکنون» در طرطوس توصیف کرد. طبق برخی گزارش‌های تأیید نشده، انبار تسلیحاتی که هدف قرار گرفته احتمالاً حامل موشک‌های زمین به زمین بوده است. چندین غیرنظامی در این حملات کشته و زخمی شدند؛ حملاتی که به عنوان شدیدترین حملات به سوریه از آغاز حملات اسرائیل توصیف شده است. رسانه‌های اسرائیلی از این حملات با عنوان «هیروشیما در طرطوس» یاد کردند.

## واکنش‌ها
- وزارت خارجه عربستان سعودی شامگاه دوشنبه ۱۹ آذر در بیانیه‌ای اعلام کرد که تصرف منطقه حائل «نقض دوباره قواعد حقوق بین‌الملل توسط اسرائیل» است. به نوشته بیانیه وزارت خارجه عربستان، این اقدام «تأییدی بر تداوم نقض قواعد حقوق بین‌الملل توسط اسرائیل و قصد این کشور برای خراب کردن شانس سوریه در برقراری مجدد امنیت و ثبات است».[۲۸]
- فرانسه در نخستین واکنش خود پس از استقرار نیروهای ارتش اسرائیل در منطقه حائل با سوریه در بلندی‌های اشغالی جولان از تل‌آویو خواست تا از منطقه جداکننده میان خود و سوریه عقب‌نشینی و به حاکمیت و تمامیت ارضی این کشور احترام بگذارد. وزارت امور خارجه فرانسه، چهارشنبه ۲۱ آذر در بیانیه‌ای به سازمان ملل متحد اعلام کرد که هرگونه استقرار نظامی در منطقه حائل جداکننده میان اسرائیل و سوریه نقض توافق آتش‌بس سال ۱۹۷۴ است که باید توسط طرف‌های امضاکننده، اسرائیل و سوریه، رعایت شود. این وزارتخانه همچنین حمایت کامل خود را از نیروهای حافظ صلح سازمان ملل که مسئول نظارت بر توافق آتش‌بس هستند، اعلام و تأکید کرد که امنیت این نیروها باید حفظ شود.[۲۹]
- سید عباس عراقچی، وزیر خارجه ایران در ایکس نوشت: «بسیج فوری و مؤثر کشورهای منطقه و اتحاد آنان برای توقف تجاوز اسرائیل و تخریب سوریه ضروری است.»[۳۰] سپاه پاسداران انقلاب اسلامی در بیانیه‌ای با محکومیت شدید سوء استفاده آمریکا و اسرائیل از بی‌ثباتی فعلی سوریه و تجاوزگری، اشغالگری و حمله آنان به زیرساخت‌ها و مراکز حیاتی این کشور بر ضرورت حفظ حاکمیت ملی و تمامیت سرزمینی سوریه تأکید کرد.[۳۱]
- کرملین با ابراز مخالفت با حمله‌های اسرائیل در سوریه گفت بعید است اقدامات اسرائیل در بلندی‌های جولان و منطقه حائل به تثبیت وضعیت در سوریه کمک کند.[۳۲]
- وزارت خارجه حکومت طالبان در بیانیه‌ای ضمن محکومیت حمله اسرائیل به خاک سوریه تأکید کرد این حمله به نقض آزادی و استقلال سوریه انجامیده است.[۳۳]
- میگل دیاز کانل، رئیس‌جمهور کوبا در هفتاد و ششمین سالگرد تصویب «اعلامیه جهانی حقوق‌بشر» در ایکس نوشت: «در حالی که نسل‌کش‌ها تاج جنایت بر سر می‌گذارند نباید جشن گرفت… جهان نباید روز حقوق بشر را جشن بگیرد، زمانی که بمب‌ها بر غزه یا لبنان فرود می‌آیند و نسل‌کش‌ها با ربودن زمین‌های بیشتر از سوریه، تاج جنایت خود را بر سر می‌گذارند… اگر فلسفه غارت ناپدید شود فلسفه جنگ ناپدید خواهد شد.»[۳۴]
- وزارت امور خارجه مصر با انتشار بیانیه ای تأکید کرد: «حمله سازمان‌یافته اسرائیل به زیرساخت‌های نظامی سوریه را به‌شدت محکوم می‌کنیم.» در ادامه این بیانیه تأکید شد که مصر بار دیگر مخالفت کامل خود با سوءاستفاده اسرائیل از جنگ داخلی سوریه برای کاهش توانمندی‌های این کشور و اشغال اراضی آن را اعلام می‌کند.[۳۵]
- استفان دوجاریک، سخنگوی آنتونیو گوترش، با تأکید بر اینکه ورود سربازان اسرائیلی به منطقه حائل ناقض توافقنامه سال ۱۹۷۴ میان اسرائیل و سوریه است گفت نیروهای حافظ صلح این موضوع را به اسرائیل ابلاغ کرده‌اند. گیر پدرسون، نماینده ویژه سازمان ملل در امور سوریه، به خبرنگاران گفت اسرائیل باید اقدام‌های نظامی خود در سوریه را متوقف کند. او گفت در حالی که گروه‌های سوریه‌ای در تلاش برای گذار به سمت تشکیل یک دولت جدید هستند، بازیگران بین‌المللی نباید اقدامی انجام دهند که احتمال تغییرات مسالمت‌آمیز در سوریه را به هم بزند.[۳۲]
- رامی عبدالرحمن، بنیان‌گذار دیده‌بان حقوق بشر سوریه، تأثیر این حملات را به گونه‌ای توصیف کرد که «تمام توانمندی‌های ارتش سوریه» از بین رفته و گفت: «حاکمیت سوریه بر اراضی خود در حال نقض شدن است.»[۳۶]

## تحلیل‌ها
حسن عابدینی، معاون سیاسی صداوسیما در ایکس نوشت: «رژیم صهیونیستی با در پیش گرفتن راهبرد تهی‌سازی از طریق حمله پیش دستانه (preemptive strike) نه فقط زیرساخت‌های دفاعی، پژوهشی و بندری سوریه را ویران کردند بلکه توان دفاعی آن را هم به نیم قرن پیش برگرداندند. ترور نخبگان سوری هم در این چارچوب است.»